# Kalkulatorischer Gewinn
Kalkulatorischer Gewinn ist im internen Rechnungswesen der um die kalkulatorische Eigenkapitalverzinsung verminderte Gewinn.

## Allgemeines
Das Attribut „kalkulatorisch“ bedeutet, dass es sich nicht um den tatsächlich angefallenen Gewinn handelt, sondern um eine Gewinngröße, die für Zwecke der internen betrieblichen Kalkulation ermittelt wird. Nicht verwechselt werden darf der kalkulatorische Gewinn mit der Gewinnmarge, die zur Ermittlung des Verkaufspreises in der Vorkalkulation verwendet wird:
```
   
Selbstkosten
  
   + 
Gewinnmarge

   = 
Verkaufspreis
 (netto)
```

Die Gewinnmarge beeinflusst den Verkaufspreis, der sich letztlich als Umsatzerlöse in der Gewinn- und Verlustrechnung niederschlägt. Damit ist die Gewinnmarge eine pagatorische und keine kalkulatorische Größe.

## Betriebswirtschaftliche Aspekte
Ein kalkulatorischer Gewinn wird lediglich im betriebsinternen kalkulatorischen Betriebsergebnis gezeigt, nicht jedoch in der veröffentlichten Gewinn- und Verlustrechnung. Der kalkulatorische Gewinn unterscheidet sich vom pagatorischen Gewinn der Gewinn- und Verlustrechnung insbesondere durch die unterschiedliche Behandlung der Eigenkapitalzinsen, die beim pagatorischen Gewinn unberücksichtigt bleiben.
Die kalkulatorische Eigenkapitalverzinsung beinhaltet die Überlegung, dass der Gesellschafter/Unternehmer, der das Eigenkapital zinslos eingezahlt hat, Opportunitätskosten trägt, weil er bei einer alternativen Geldanlage auf dem Kapitalmarkt Habenzinsen bekommen hätte.

## Ermittlung
Der kalkulatorische Gewinn wird wie folgt ermittelt: 
```
    
Jahresüberschuss
 (Gewinn) laut Gewinn- und Verlustrechnung
    - kalkulatorische Eigenkapitalverzinsung
    = kalkulatorischer Gewinn
```

Der kalkulatorische Gewinn ist stets niedriger als der Jahresüberschuss, weil die kalkulatorische Eigenkapitalverzinsung vom pagatorischen Jahresüberschuss abzuziehen ist.
Der kalkulatorische Gewinn ist ein Entgelt für das allgemeine Unternehmerwagnis.